# Totalán
Totalán è un comune spagnolo di 622 abitanti situato nella comunità autonoma dell'Andalusia.